# 가타오카역
가타오카역(일본어: 片岡駅)은 일본 도치기현 야이타시에 있는 동일본 여객철도 도호쿠 본선의 역이다. 우쓰노미야 선 구간에 포함되어 있으며, 단선 승강장과 섬식 승강장이 합친 복합 형태의 철도 역사이다.

## 타는 곳
| 1 | ■ 우쓰노미야 선 | (상행) | 우쓰노미야 · 오미야 · 우에노 방면     |
| 3 | ■ 우쓰노미야 선 | (하행) | 야이타 · 나스시오바라 · 구로이소 방면 |

## 이용 현황
| 승차 인원 추이 | 승차 인원 추이      |
| 연도           | 하루 평균 승차 인원 |
| 2010           | 747                 |
| -------------- | ------------------- |

## 역 주변
- 국도 제4호선
- 야이타미나미 병원
- 쓰스지가오카 뉴타운
- 도호쿠 자동차도 이야타 나들목
- 마쓰시마 온천
- 우치 강

## 인접 정차역
| 도호쿠 본선 (우쓰노미야 선) 포함 | 도호쿠 본선 (우쓰노미야 선) 포함 | 도호쿠 본선 (우쓰노미야 선) 포함 |
| -------------------------------- | -------------------------------- | -------------------------------- |
| 가마스사카 우에노 방면           | ■ 통근쾌속 ■ 쾌속 '래빗' ■ 보통  | 야이타 구로이소 방면             |